# Vítonice (district de Kroměříž)
Pour les articles homonymes, voir Vítonice.
Vítonice (en allemand : Witonitz, précédemment : Wittonitz) est une commune du district de Kroměříž, dans la région de Zlín, en République tchèque. Sa population s'élevait à 385 habitants en 2025.

## Géographie
Vítonice se trouve à 28 km au nord-est de Kroměříž, à 25 km au nord de Zlín, à 84 km à l'est-nord-est de Brno et à 245 km à l'est-sud-est de Prague.
La commune est limitée par Horní Nětčice au nord, par Býškovice et Horní Újezd à l'est, par Loukov, Mrlínek et Bystřice pod Hostýnem au sud, et par Blazice et Žákovice à l'ouest.

## Histoire
La première mention écrite de la localité date de 1141.

## Transports
Par la route, Vítonice se trouve à 6 km de Bystřice pod Hostýnem, à 35 km de Kroměříž, à 34 km de Zlín, à 96 km de Brno et à 302 km de Prague.

## Source
- (cs) Cet article est partiellement ou en totalité issu de l’article de Wikipédia en tchèque intitulé « Vítonice (okres Kroměříž) » (voir la liste des auteurs).